# مكتبة بلدية البيرة العامة
تأسست مكتبة بلدية البيرة العامة عام 1966 من قبل البلدية بهدف تشجيع المواطنين على المطالعة والتثقيف الذاتي. وقد لعبت المكتبة دوراً رياديًا منذ ذلك الوقت ولغاية يومنا هذا في مجال التنمية الثقافية بين أبناء المجتمع المحلي. وتحتوي المكتبة حالياً على أكثر من 20.000 كتاب ، وتعتمد تصنيف ديوي العشري لمحتوياتها.

## التطور
قامت المكتبة في أواسط العام 1997م ـ وتمشياً مع التطور التكنولوجي ـ بالعمل على حوسبة مقتنياتها، وذلك ضمن خطة تطوير شاملة عمل مجلس الأمناء على تبنّيها ، مما سهل عملية البحث للرواد،ووفّر الجهد والوقت على الباحثين. ويبلغ حاليا عدد المشتركين في المكتبة أكثر من 5000 مشترك موزعين كما يلي: الأطفال من سن (1 ـ 14) سنة : 30% ، الفتيان من سن (15 ـ 18 ) سنة : 30% ، الجامعيون : 20%، موظفون ومثقفون وربات بيوت: 20%، وتبلغ نسبة الاناث من المشتركات :57 % و الذكور 43%.